# 大鳞连鳍鱼
大鳞连鳍鱼（学名：Novaculichthys macrolepidotus），又名大鱗新隆魚、大鱗美鰭魚，为隆头鱼科连鳍鱼属的鱼类，俗名大鳞新隆鱼。分布于台湾岛等。

## 扩展阅读
維基物種上的相關：大鳞连鳍鱼